# 陶片
陶片（英語：ostracon，複數 ）是指來自花瓶或其他陶器的碎片。在考古學或金石學的語境中，陶片指的是上面有文字的陶器碎片或小石頭。陶片通常在用於寫作之前已經被打破了，古代人使用在他們周圍便宜、豐富和耐用的破碎的陶器作為文字的載體。陶片上大多是非常短的銘文，但也偶有長文。

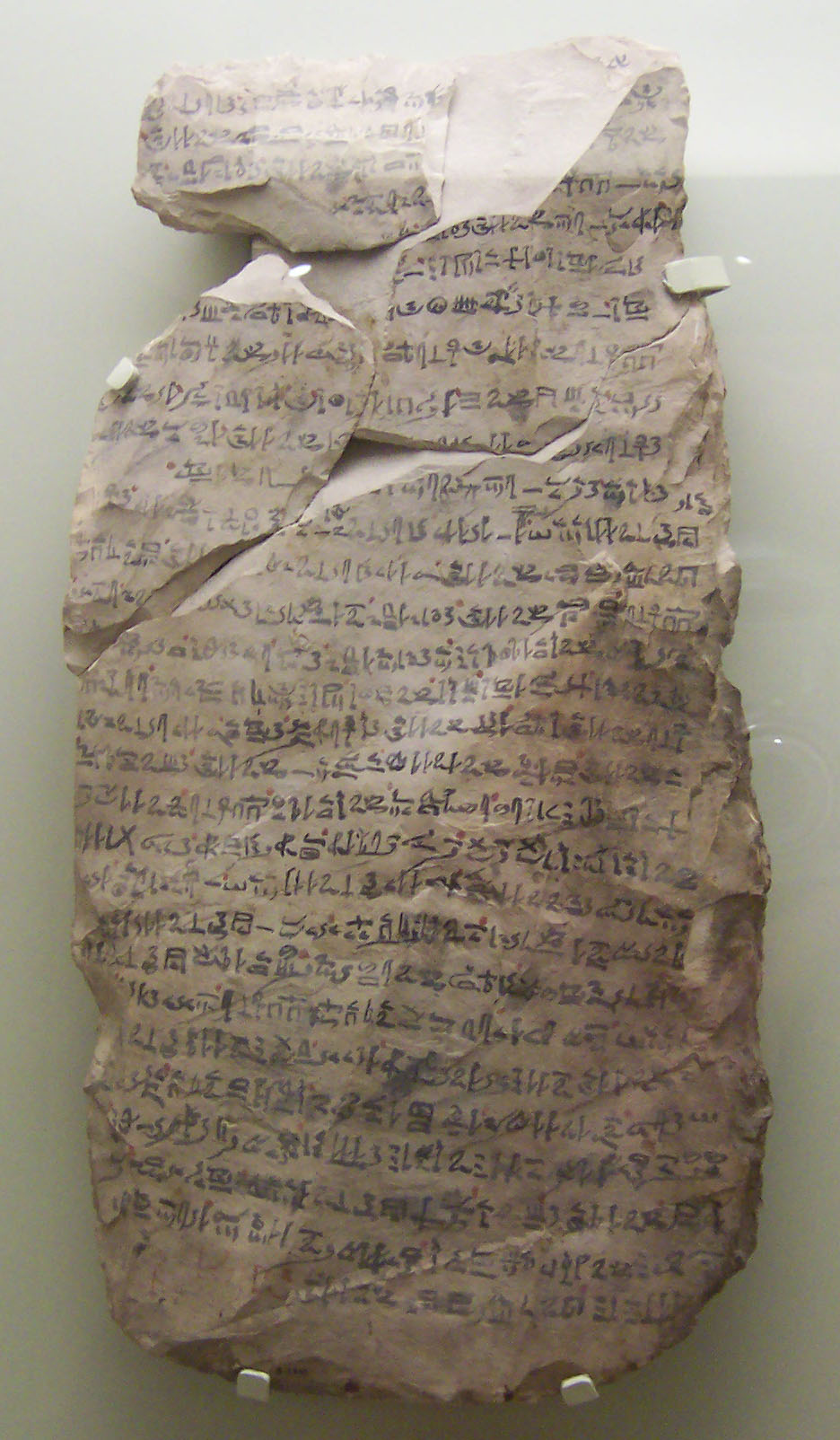
一封以僧侶體寫在石灰石片上給古埃及維齊爾Khay的官方書信

古代雅典城邦的陶片放逐制因為投票人以陶片書寫被放逐者的姓名再計數而得名。

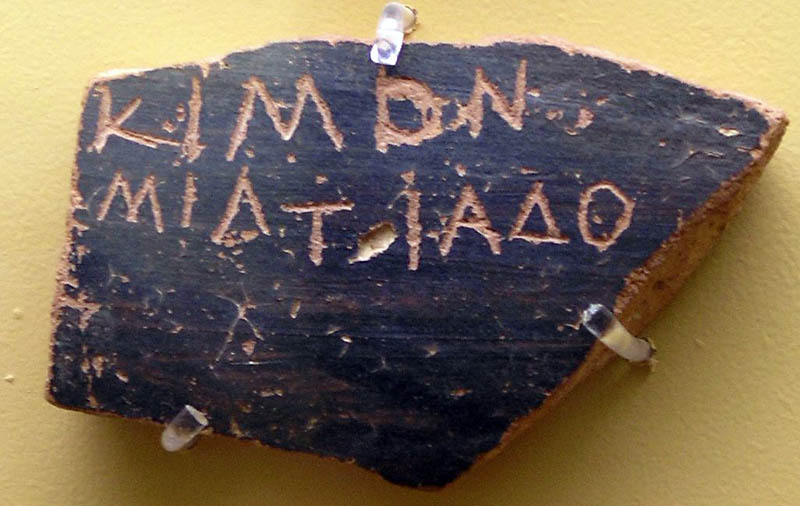
雅典政治家客蒙的陶片，銘文是Miltiades之子Kimon

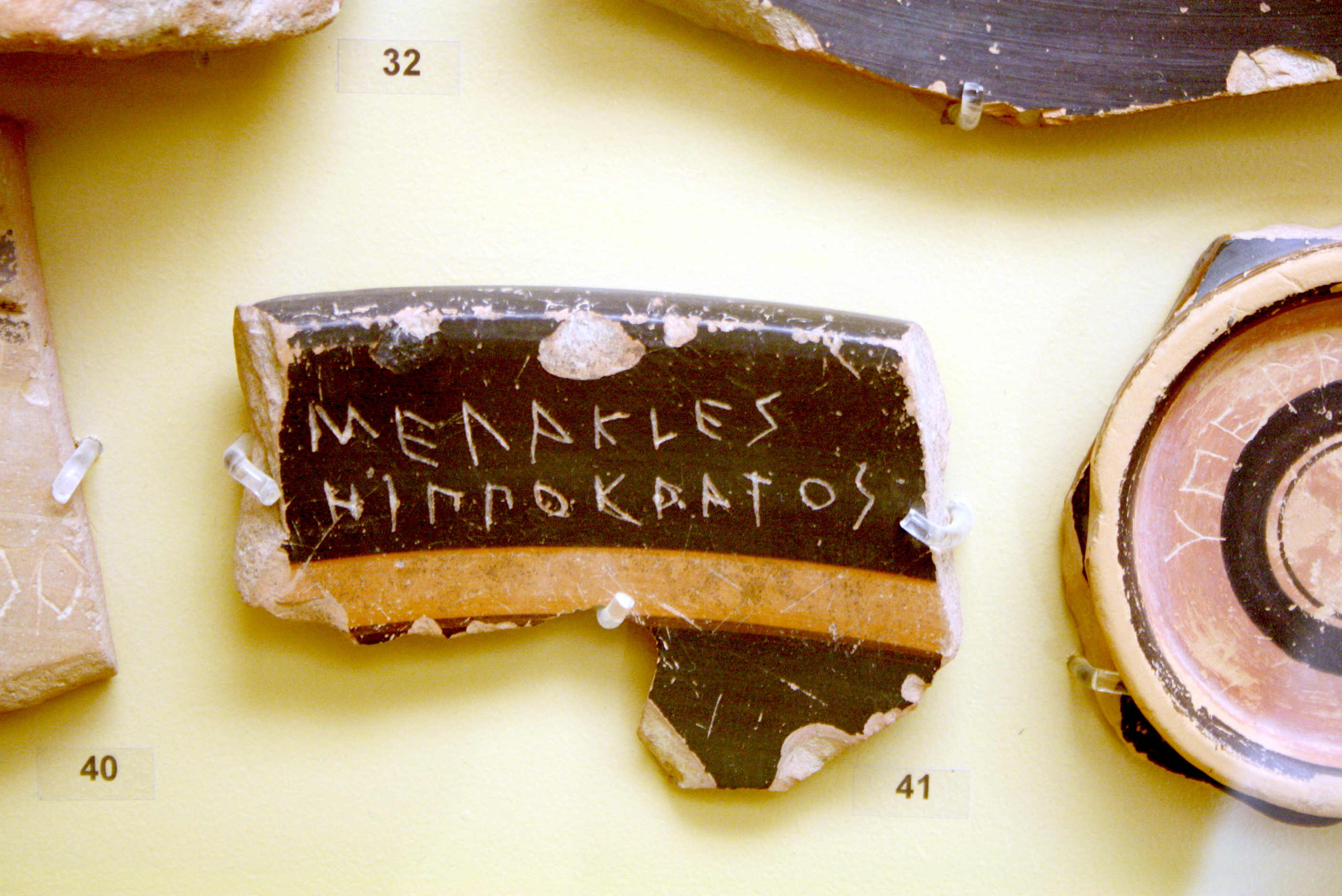
希波克拉底之子麥加克勒斯的陶片(銘文: ΜΕΓΑΚΛΕΣ ΗΙΠΠΟΚΡΑΤΟΣ)，公元前487年。阿塔羅斯柱廊雅典古市集博物館展出

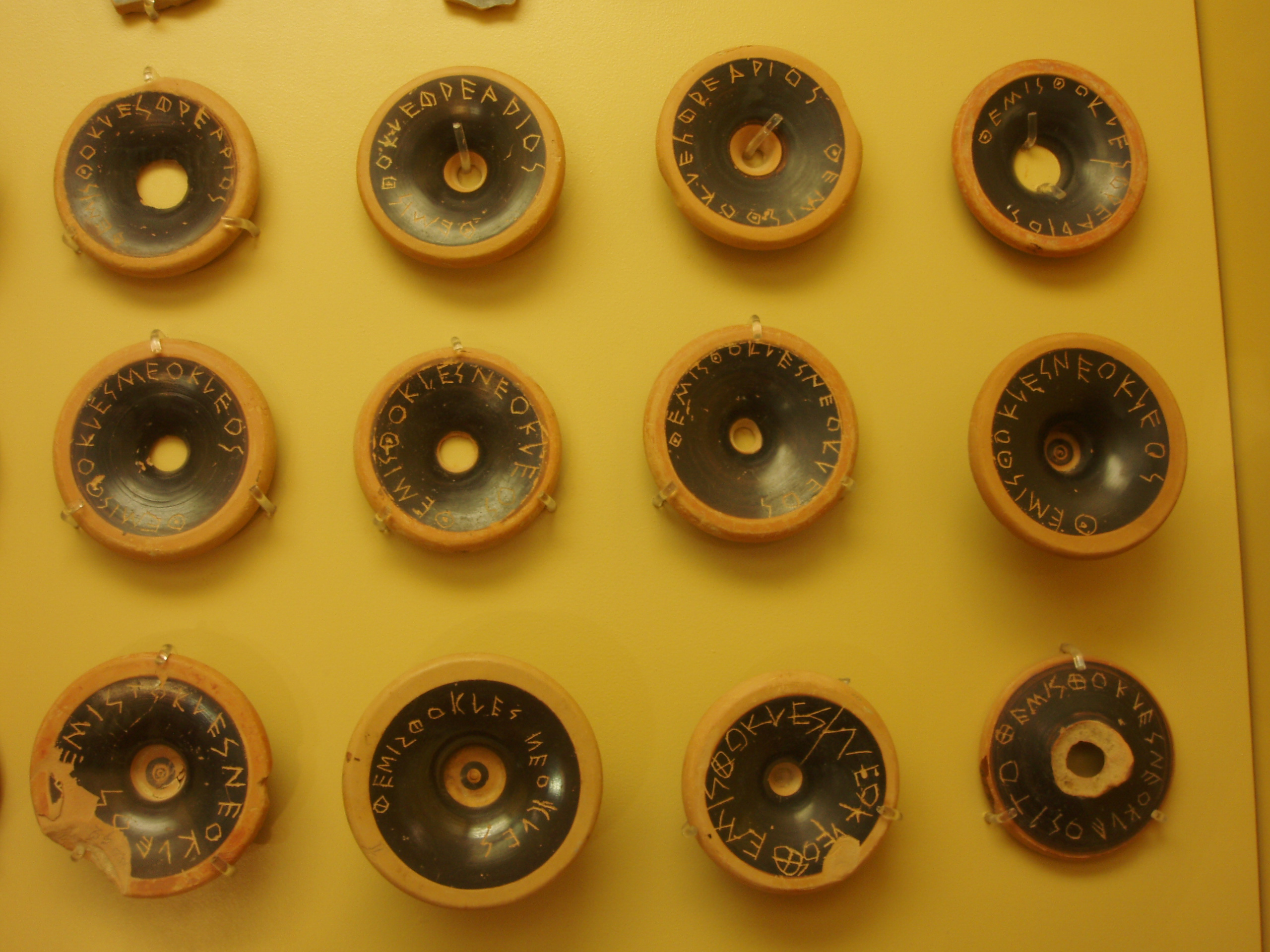
雅典陶片放逐制的陶片

## 聖經考古學
聖經考古在下列地點發現著名的陶片：
- 以色列阿拉德
- Lachish
- Mesad Hashavyahu
- 撒馬利亞
- 基亞法[1]

此外在馬薩達猶太會堂也有陶片出土。
2008年10月，耶路撒冷希伯來大學的以色列考古學家Yosef Garfinkel宣稱發現了最早的希伯來文文本。這個文本寫在陶片上；Garfinkel相信這片陶片可以追溯到大約3000年前的舊約時代的大衛王時代。陶片的放射性碳定年法和陶器分析顯示銘文的年代比死海古卷早大約1000年。銘文還沒有被完全辨認，然而，已經可以辨認一些如「國王」、「奴隸」和「法官」的字。陶片出土於耶路撒冷西南約20英里在Khirbet Qeiyafa的Elah堡壘（以色列聖經時期最早的堡壘城市）。